# Сеомбар, Йивансингх
Йивансингх Сеомбар (нидерл. Jiwansingh Sheombar; 15 апреля 1957, Ваника, Нидерландский Суринам — 8 декабря 1982, Парамарибо, Суринам) — суринамский военный. Жертва Декабрьских убийств.

## Биография
Йивансингх Сеомбар 15 апреля 1957 года в округе Суринам (ныне округ Ваника) в многодетной семье индосуринамцев. С детства увлекался футболом. Окончив среднюю школу, поступил на армейскую службу. Во время прохождения службы, был направлен в Нидерланды для повышения профессиональной военной подготовки; обучение длилось четыре года. Здесь в январе 1980 года узнал о государственном перевороте в Суринаме, который совершила группа сержантов.
Сеомбар вернулся в Суринам в 1981 году. Увидев, какой режим установился в стране, он встал на сторону оппозиционеров. Родственники попытались убедить его покинуть страну и вернуться в Нидерланды, но Сеомбар отказался. Вместе с сослуживцами, Сурендре Рамбокусом и Уилфредом Хокером, в марте 1982 года он предпринял попытку свергнуть военный режим. Попытка не удалась. Хокер был убит. Сеомбар и Рамбокус были преданы некоторыми участниками готовившимися ими восстания. Путчисты решили устроить показательный процесс. 3 декабря 1982 года военный трибунал приговорил к каторжным работам и лишению свободы Рамбокуса на двенадцать лет, Сеомбара на восем лет.
7 декабря 1982 года Сеомбар был переведен из тюрьмы Санто-Бома в округе Ваника в тюрьму в Форт-Зеландия. Его переводом руководил лично начальник тюрьмы Джимми Столк. В тот же день в Форт-Зеландия из казарм Мемре-Буку привезли Рамбокуса. Ранним утром 8 декабря Рамбокус и Сеомбар, после жестоких пыток, были убиты путчистами. Вместе с ними пытали и убили ещё тринадцать человек, включая их адвокатов.
Фредди Дерби был единственным выжившим из группы в шестнадцать человек. Во время интервью в 2000 году он сказал, что убийцами оппозиционеров были путчисты Баутерсе, Бхагвандас и Хорб. Когда тело Сеомбара родственники обнаружили в морге при университетской клинике, они опознали его по татуировке на левой стороне груди «Боже, благослови мою маму». Его лицо было обезображено многочисленными гематомами и перелом челюсти. Сеомбара убили выстрелом в шею, так, что пуля вышла через голову. Многочисленные пулевые ранения были в области груди и брюшной области. 13 декабря 1982 года его похоронили на кладбище Сарва-Удай в Парамарибо.